# Устя-Горлицьке (гміна)

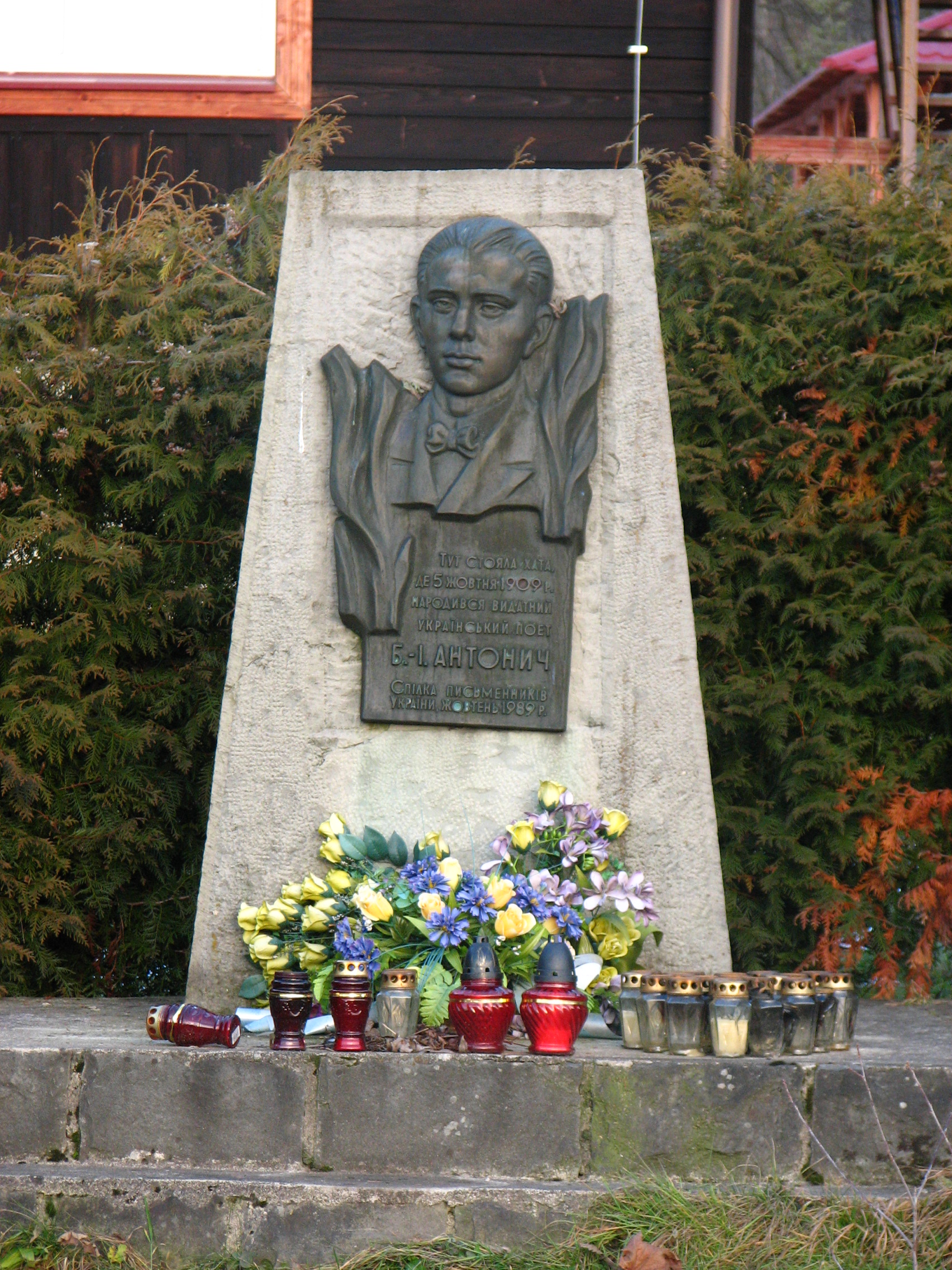
Меморіальна дошка Антоничу в Новиці

Гміна Устя-Горлицьке (пол. Gmina Uście Gorlickie) — сільська гміна у південній Польщі. Належить до Горлицького повіту Малопольського воєводства. В 1934-50 роках — гміна Устя-Руська.
Станом на 31 грудня 2011 у гміні проживало 6669 осіб.

## Площа
Згідно з даними за 2007 рік площа гміни становила 287.41 км², у тому числі:
- орні землі: 34.00%
- ліси: 62.00%

Таким чином площа гміни становить 29.71% площі повіту.

## Демографія
Станом на 31 грудня 2011:
| Опис     | Загалом | Загалом | Чоловіки | Чоловіки | Жінки | Жінки |
| -------- | ------- | ------- | -------- | -------- | ----- | ----- |
| одиниця  | осіб    | %       | осіб     | %        | осіб  | %     |
| все      | 6669    | 100     | 3392     | 50.86    | 3277  | 49.14 |
| міське   | 0       | 100     | 0        |          | 0     |       |
| сільське | 6669    | 100     | 3392     | 50.86    | 3277  | 49.14 |

За даними національної перепису населення та житлового фонду 2002 року в гміні Устя-Горлицьке питома вага етнічних лемків в загальній чисельності населення становила 11,63%.

## Солтиства
1. Баниця
2. Брунари
3. Висова
4. Гладишів
5. Ганьчова
6. Ждиня
7. Ізби
8. Квятонь
9. Конечна
10. Кунькова
11. Новиця — батьківщина українського поета Богдана-Ігоря Антонича
12. Реґетів
13. Ріпки
14. Сквіртне
15. Смерековець
16. Снітниця
17. Ставиша
18. Чорна
19. Устя-Руське (Горлицьке) — адміністративний центр гміни

## Інші поселення
1. Бліхнарка
2. Брунари Вишні
3. Брунари Нижні
4. Гута-Висівська
5. Ліщини
6. Одерне
7. Присліп

## Історія
1 серпня 1934 р. було створено об'єднану гміну Устя-Горлицьке у Горлицькому повіті. До неї увійшли сільські громади: Бліхнарка, Ганьчова, Климківка, Кунькова, Квятонь, Ліщини, Новиця, Присліп, Ріпки, Сквіртне, Устя-Руське (Горлицьке), Висова.
На 01.01.1939 у гміні було майже суцільно українське населення — з 7080 мешканців було 6420 українців-грекокатоликів (90,7 %), 120 українців-римокатоликів (1,7 %), 440 поляків (6,2 %) і 100 євреїв (1,4 %).

### Релігія
До виселення лемків у 1945 році в СРСР та депортації в 1947 році в рамках акції Вісла у селах гміни були греко-католицькі церкви

#### Грибівського деканату
- парафія Баниця: Баниця, Чертижне
- парафія Брунари Вижні: Брунари Вишні, Брунари Нижні, Яшкова, Чорна
- парафія Ізби: Ізби, Білична
- парафія Снітниця: Снітниця, Ставиша

#### Горлицького деканату
- парафія Устя-Руське: Устя-Руське, Квятонь, Одерне
- парафія Ліщини: Ліщини, Кунькова
- парафія Новиця: Новиця, Присліп
- парафія Смерековець: Смерековець
- парафія Гладишів: Гладишів, Вірхня
- парафія Ганьчова: Ганьчова, Ріпки
- парафія Ждиня: Ждиня, Конечна, Луг
- парафія Висова: Висова, Бліхнарка, Гута-Висівська
- парафія Реґетів: Реґетів Вишній, Реґетів Нижній, Сквіртне

## Сусідні гміни
Гміна Устя-Горлицьке межує з такими гмінами: Горлиці, Ґрибув, Криниця-Здруй, Ропа, Сенкова.
На півдні гміна межує зі Словаччиною.